# Extreme (album)
| Recensione    | Giudizio |
| ------------- | -------- |
| AllMusic      |          |
| Rolling Stone |          |

Extreme è il primo album in studio del gruppo musicale statunitense Extreme, pubblicato il 14 marzo 1989 dalla A&M Records.

## Il disco
L'album lascia intravedere quello che sarà il caratteristico stile musicale del gruppo, composto da riff di chitarra orecchiabili, spesso mescolati con elementi funky, tempi sincopati e assoli veloci. Spicca in particolare l'abilità tecnica del chitarrista Nuno Bettencourt, da molti accostata a quella di Eddie Van Halen, che troverà la definitiva consacrazione nel lavoro successivo Extreme II: Pornograffitti. In brani come Watching, Waiting e Rock a Bye Bye emerge prepotentemente l'influenza dei Queen e delle loro tipiche armonie vocali a più parti; proprio uno dei produttori dei Queen, Reinhold Mack, si è infatti occupato del lavoro di quest'album.
Nonostante venga subito riconosciuto dalla critica specializzata, l'album passa inizialmente quasi inosservato agli occhi del grande pubblico, fermandosi soltanto alla posizione numero 80 della Billboard 200. Tuttavia il primo disco verrà rivalutato dopo il successo ottenuto dagli Extreme con Pornograffitti due anni più tardi.
La traccia Play With Me appare come brano suonabile nel videogioco simulatore di strumenti Guitar Hero: Greatest Hits.

## Tracce
Testi e musiche di Gary Cherone e Nuno Bettencourt, eccetto Mutha (Don't Wanna Go to School Today) di Cherone, Lebeaux & Hunt.
1. Little Girls – 3:47
2. Wind Me Up – 3:37
3. Kid Ego – 4:04
4. Watching, Waiting – 4:54
5. Mutha (Don't Wanna Go to School Today) – 4:52
6. Teacher's Pet – 3:02
7. Big Boys Don't Cry – 3:34
8. Smoke Signals – 4:14
9. Flesh 'n' Blood – 3:31
10. Rock a Bye Bye – 5:57
11. Play with Me – 3:29

## Formazione
Gruppo
- Gary Cherone – voce
- Nuno Bettencourt – chitarre, sintetizzatori, pianoforte, percussioni, cori
- Pat Badger – basso, cori
- Paul Geary – batteria, percussioni, cori

Altri musicisti
- The Lollipop Kids – cori (tracce 5, 11)
- Rapheal May – armonica

Produzione
- Reinhold Mack – produzione, ingegneria del suono
- Nigel Green – missaggio
- Bob St. John – ingegneria del suono, missaggio
- Howie Weinberg – mastering
- Jeff Gold – direzione artistica
- Harris Savides – fotografia

## Classifiche
| Anno | Album / Singolo | Posizioni massime in classifica | Posizioni massime in classifica |
| Anno | Album / Singolo | Billboard 200                   | USA Mainstream Rock             |
| ---- | --------------- | ------------------------------- | ------------------------------- |
| 1989 | Extreme         | #80                             | -                               |
| 1989 | Kid Ego         | -                               | #39                             |